# Casinaria bonaerensis
Casinaria bonaerensis är en stekelart som först beskrevs av Carlos Schrottky 1902.  Casinaria bonaerensis ingår i släktet Casinaria och familjen brokparasitsteklar. Inga underarter finns listade.